# Wii Classic Controller
Wii Classic Controller ili Wii klasični upravljač ime je za upravljačku ulaznu jediniu za igraću konzolu Nintendo Wii. Wii Classic Controller je bio kompatbilan s konzolom Nintendo Wii U, no ulogu Classica zamijenio je upravljač Wii U Pro Controller. Od travnja 2014. godine, Nintendo više ne podržava Wii Classic Controller i Wii Classic Controller Pro.